# Тургенєво
Турге́нєво (рос. Тургенево, ерз. Тургенево) — селище міського типу у складі Ардатовського району Мордовії, Росія. Адміністративний центр Тургенєвського міського поселення.

## Населення
Населення — 5260 осіб (2010; 5288 у 2002).